# Beneški bienale
Beneški bienale (italijansko Biennale di Venezia) je v svetovnem merilu ena največjih prireditev, v okviru katere so predstavljeni dosežki sodobne umetnosti. Bienale se odvija na vsaki dve leti (v lihih številih) v Benetkah, Italija. Del bienala je tudi Beneški filmski festival, kot tudi Beneški arhitekturni bienale, ki se odvija vsaki dve leti (v sodih številih). Plesna sekcija, imenovana »Mednarodni festival sodobnega plesa«, je bila ustanovljena leta 1999.